# مایکل بود
مایکل بود (به انگلیسی: Michael Budd) (زاده ۲ ژوئیهٔ ۱۹۷۴) بازیگر استرالیایی است.
از فیلم‌های معروف او می‌توان به بازی در فیلم نور سرد روز اشاره کرد.